# Enoch Powell
John Enoch Powell OBE (Birmingham, 16 de junio de 1912-Londres, 8 de febrero de 1998) fue un político británico, erudito clásico, autor, lingüista, soldado, filólogo y poeta. Fue diputado conservador (1950-1974), luego diputado del Partido Unionista del Úlster (1974-1987) y ministro de Salud (1960-1963).

## Biografía
Powell era hijo de maestros de escuela de ascendencia galesa. Asistió al Trinity College, Cambridge, y se convirtió en profesor de griego en la Universidad de Sydney en Australia a los 25 años. Durante la Segunda Guerra Mundial sirvió en el ejército británico, ascendiendo de soldado raso a brigadier, a los 30 años. En 1950 ganó un escaño en el Parlamento como conservador . Ascendió en puestos menores a ministro de salud (1960-1963) y desafió sin éxito a Edward Heath por el liderazgo del partido en 1965.
Antes de entrar en política, Powell fue un erudito clásico. También escribió poesía influenciado por A.E. Housman (publicada ya en 1937), así como muchos libros sobre temas clásicos y políticos.

## Trayectoria
Powell atrajo una gran atención tras su discurso del 20 de abril de 1968 ante la Asamblea General del Centro Político Conservador de la zona de West Midlands, que se conoció como el discurso "Ríos de sangre" (Rivers of Blood en el inglés original). En él criticaba las tasas de inmigración actuales en el Reino Unido, especialmente las procedentes de la Nueva Commonwealth, y se oponía a la legislación antidiscriminatoria propuesta entonces en la Race Relations Act 1968. En respuesta, el líder del Partido Conservador, Edward Heath, destituyó a Powell de su cargo de Secretario de Defensa del Gabinete en la sombra (1965-1968) en la oposición conservadora. El discurso fue considerado inmediatamente por muchos como una flagrante demostración de racismo, lo que le valió fuertes críticas de su propio partido y de la prensa. Aunque Powell no se consideraba racista, The Economist afirmaba en un editorial en el 50.º aniversario del discurso que su retórica había tenido un "efecto duradero y maligno... en la forma en que se discuten, o no, la raza y la migración".
Tras el discurso "Ríos de sangre", varias encuestas sugirieron que entre el 67 y el 82% de la población británica estaba de acuerdo con las opiniones de Powell. Sus partidarios afirmaron que el gran número de seguidores que atrajo Powell ayudó a los conservadores a ganar las elecciones generales de 1970, y quizás les costó las elecciones generales de febrero de 1974, cuando Powell dio la espalda a los conservadores apoyando a los laboristas, que volvieron a formar un gobierno en minoría a principios de marzo tras un parlamento indeciso.
Powell volvió a la Cámara de los Comunes en octubre de 1974 como diputado del Partido Unionista del Úlster por la circunscripción norirlandesa de South Down. Representó la circunscripción hasta que fue derrotado en las elecciones generales de 1987.